# Philippibreen
De Philippibreen is een gletsjer op het eiland Edgeøya, dat deel uitmaakt van de Noorse eilandengroep Spitsbergen.
De gletsjer is vernoemd naar Rodolfo Amando Philippi.

## Geografie
De gletsjer is zuid-noord georiënteerd en heeft een lengte van meer dan twee kilometer. Hij komt vanaf de gletsjer Digerfonna, waar het aan de noordwestzijde van ligt, en mondt uiteindelijk via gletsjerrivieren uit in het fjord Storfjorden.
Ten zuidwesten van de gletsjer ligt de gletsjer Schwerdtbreen.